# 문섬·범섬 천연보호구역
문섬·범섬 천연보호구역(문섬·범섬 天然保護區域)은 대한민국 제주특별자치도 서귀포시 서귀동 및 법환동에 있는 대한민국의 천연기념물이다.

## 개요
문섬과 범섬은 서귀포 주변에 있는 5개의 무인도에 포함되는 섬들로 서귀포 해안에서 남쪽으로 1.3km 정도 떨어져 있다.
문섬 및 범섬은 제주도의 기반 암석인 현무암이 아닌 조면암으로 구성되어 있다. 섬 전체에는 암석이 규칙적으로 갈라진 주상절리가 수직으로 발달하였고, 파도 침식에 의해 생긴 절벽과 동굴이 발달되어 경관이 아름답다.
문섬에는 땅에서 자라는 식물 118종이 서식하고 있는데 그 중에는 제주도에만 자생하는 보리밥나무와 큰보리장나무의 군락이 있으며, 흑비둘기의 서식처인 후박나무도 자라고 있다. 범섬에는 총 142종의 식물들이 자라고 있는데, 이 중에 거문도와 제주도에서만 자생하는 물푸레나무과의 박달목서가 자생하고 있다.
해안에는 녹조류·갈조류·홍조류 등 총 111종의 해조류가 자라고 있고, 이외에도 다수의 신종, 미기록종 식물들이 있다. 또한 해산무척추동물도 해면동물 13종 중 2종의 한국 미기록종이 있고, 극피동물 5종·자포동물 중 히드라류 5종·산호충류 17종·태형동물 11종·피낭동물 1종·이매패류 12종 중 3종·갑각류는 23종 중 8종이 한국에서는 기록되지 않은 종으로 조사되었다.
문섬 및 범섬 천연보호구역은 경관이 아름답고, 세계적 희귀종인 후박나무가 자라고 있으며, 천연기념물인 흑비둘기가 번식하는 남쪽 한계지역이다. 또한 학술적 가치가 큰 한국 특산 해산생물 신종·미기록종이 다수 출현하는 곳으로서 남방계 생물종 다양성을 대표할 수 있어 천연기념물로 지정하여 보호하고 있다.
현재 문섬 범섬의 보호를 위하여 공개제한지역으로 지정되어 있어 관리 및 학술 목적 등으로 출입하고자 할때에는 문화재청장의 허가를 받아 출입할 수 있다.

## 참고 자료
- 문섬·범섬 천연보호구역 - 국가유산청 국가유산포털
- 범섬,면면이 기괴한 자태의 신비함을 간직한 섬[깨진 링크(과거 내용 찾기)] - 제주웰컴센터, 제주관광공사